# Magdeleine Hue
Pour les articles homonymes, voir Hue.
Magdeleine Hue (31 octobre 1882 à Bernay - 17 avril 1944 à Bihorel, inhumée à Bois-Guillaume) est l'une des rares femmes peintres de l'École de Rouen.

## Biographie
Magdeleine Hue naît dans la rue Thiers à Bernay où son père, Ernest Édouard Hue, est marchand de nouveautés. Après de « bonnes études », ce n'est qu'en 1907 - car les règles de convenance commandent qu'elle ait atteint l'âge de 25 ans - qu'elle entre à l'École régionale des beaux-arts de Rouen comme elle en exprimait le désir dès 1898. Elle y est élève de Philippe Zacharie.
Elle demeure au no 26bis rue Victor-Hugo à Rouen dans les années 1930.
Elle peint des fleurs, les quais de Rouen, l'île Lacroix, les environs de Rouen et les côtes de Normandie.
Dans l'entre-deux-guerres, elle expose aux expositions annuelles de la Société des artistes rouennais et à la galerie Legrip à Rouen.

## Expositions

### Expositions personnelles
- Galerie Legrip, Rouen, 1920, mars 1922, mars 1923, 1925[1].
- Galerie Prigent, Rouen, 1944[1].
- Galerie Katia Granoff, Honfleur, mars-avril 1989.
- Magdeleine Hue - Rétrospective-hommage, abbatiale de Bernay, 14 juillet - 31 août 2004[3].

### Expositions collectives
- Pour nos soldats, pour nos artistes, musée des Beaux-Arts de Rouen, décembre 1915[1].
- Salon des artistes rouennais, Rouen, 1920, 1922, 1925, 1939, octobre 1941[1].
- Salon d'automne, Paris, 1922, janvier 1925[1].
- Salon des Normands de Paris, Galerie Simonson, 19 rue Caumartin, Paris, janvier 1925[4].
- Marcel Couchaux, Narcisse Guilbert, Narcisse Hénocque, Magdeleine Hue, Robert Antoine Pinchon, Galerie d'art du Bûcher, Rouen, 1934[1]
- Salon d'été, Galerie moderne, Rouen, août 1925[1].
- Les peintres impressionnistes et post-impressionnistes de l'École de Rouen, atelier Grognard, Rueil-Malmaison, janvier-avril 2011[5].
- Les petits maîtres et la Seine-Maritime, 1850-1950, jardin des sculptures, château de Bois-Guilbert, juillet-novembre 2020[6].
- Femmes rouennaises inspirantes, ville de Rouen, 2022[7].

## Réception critique
- « Elle peignit avec une belle ardeur artistique des fleurs, les quais de l'île Lacroix, les environs de Rouen et les côtes de Normandie. » - Simone R. Étienne[8]
- « Magdeleine Hue a peint durant 25 ans environ. D'un tempérament fougueux, très spontanée, Magdeleine Hue s'est employée à traduire très librement - sans grand souci du dessin - ses riches qualités de vision et de coloriste. Son œuvre comporte principalement des natures mortes, - surtout des fleurs - des paysages de Rouen : clos Saint-Marc, place Saint-Vivien, pré aux loups, cathédrale ; des environs : Caudebec, Croisset, Bernay. Pas de portraits. » - François Lespinasse[1]
- « Proche de Robert Antoine Pinchon, elle expose avec lui et les autres peintres de l'école normande des natures mortes, des fleurs et des paysages des abords de Rouen. L'attachement à certaines conventions de la tradition voisine chez cette coloriste avec les marques d'une sensibilité incontestable. » - Gérald Schurr[9]
- « Sincèrement, c'est un peintre ! Une femme ! Une vraie singularité ! Mais rattachée à une communauté d'artistes. Elle n'est pas la servile copie de Pinchon. C'est une coloriste à la palette flamboyante ! Et son parcours de femme libre n'est pas si courant pour l'époque ! » - Delphine Campagnolle, directrice du musée des Beaux-Arts de Bernay[3]

## Hommages
- Une place de Bernay et une rue du Mesnil-Esnard portent le nom de Magdeleine Hue.
- Une plaque commémorative est posée pour lui rendre hommage le 19 novembre 2022 au 26 bis rue Victor-Hugo par la mairie de Rouen[10].

## Galerie

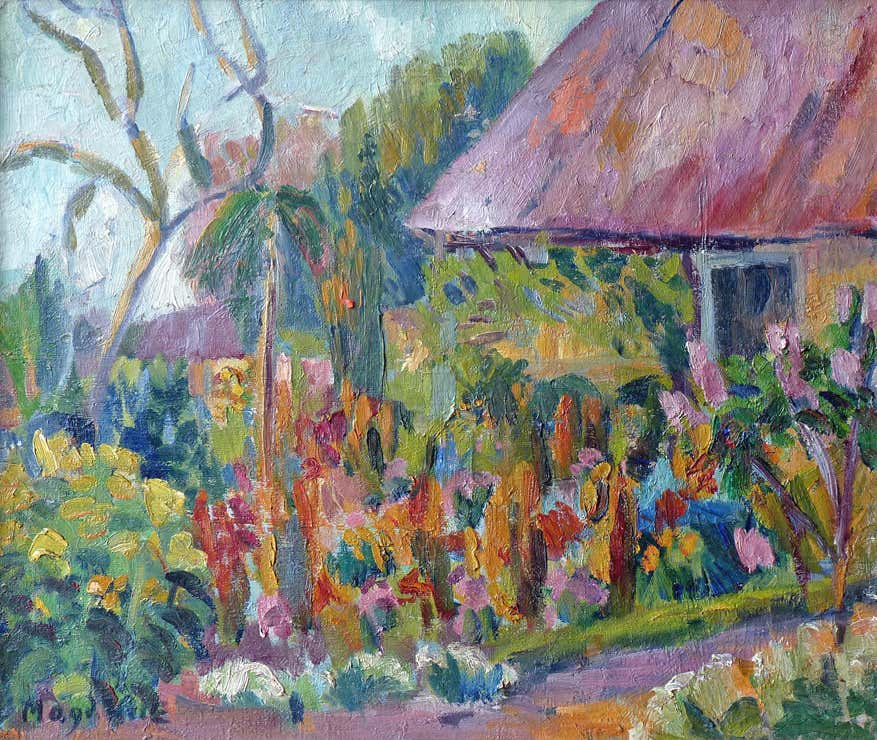
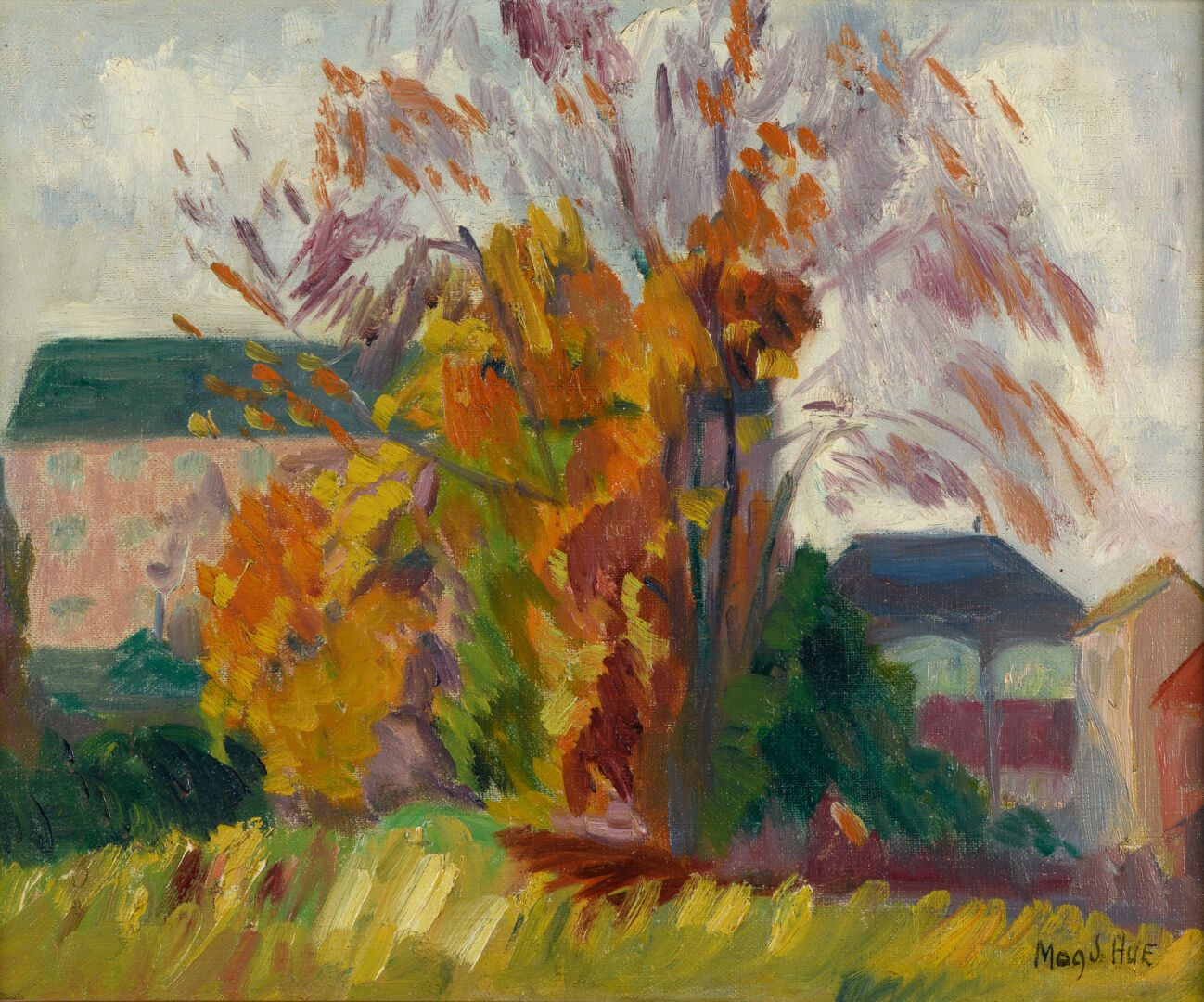

## Collections publiques
- Musée des Beaux-Arts de Bernay, Nature morte aux fleurs.